# المسيحية في كوستاريكا

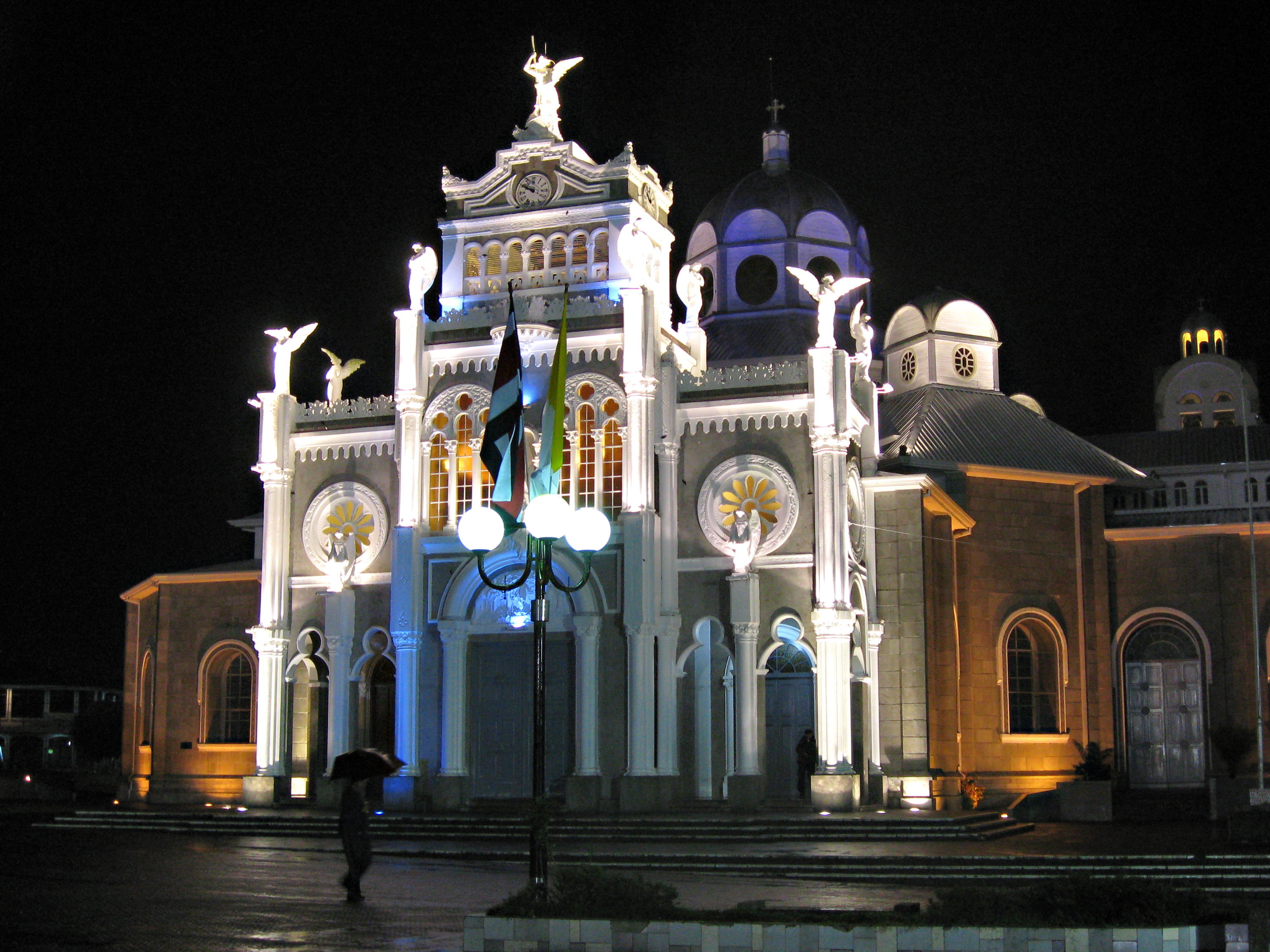
بازيليكا لوس أنجيلس في كارتاغو: وهي من مواقع الحج الكاثوليكي في البلاد.

المسيحية في كوستاريكا هي الديانة السائدة والمهيمنة، ووجدت أحدث دراسة وطنية للدين في كوستاريكا، والتي أجريت في عام 2007 من قبل جامعة كوستاريكا، أن 70.5% من السكان يعتبرون أنفسهم كاثوليك (44.9% ممارسين دينيًا و25.6% هم كاثوليك اسميًا)، و13.8% من السكان هم إنجيليين بروتستانت و11.3% حسب التقرير ليس لديهم دين، في حين 4.3% أعلنوا أنهم ينتمون إلى ديانة أخرى.
تًعد المسيحية على مذهب الرومانية الكاثوليكية الدين الرسمي في كوستاريكا؛ حيث تؤكد المادة 75 من دستور كوستاريكا أنَّ «الدين الروماني الكاثوليكي الرسولي هو دين الدولة، وتساهم الدولة الذي يساهم في حمايته، دون منع الممارسة الحرة في لأشكال العبادة الأخرى في الجمهورية والتي لا تتعارض مع الأخلاق العالميََّة أو العادات الجيدة». وهي الدولة الوحيدة في أمريكا الوسطى التي لا تزال تتخذ ديناً رسمياً لها.

## تاريخ

### الحقبة الإستعمارية

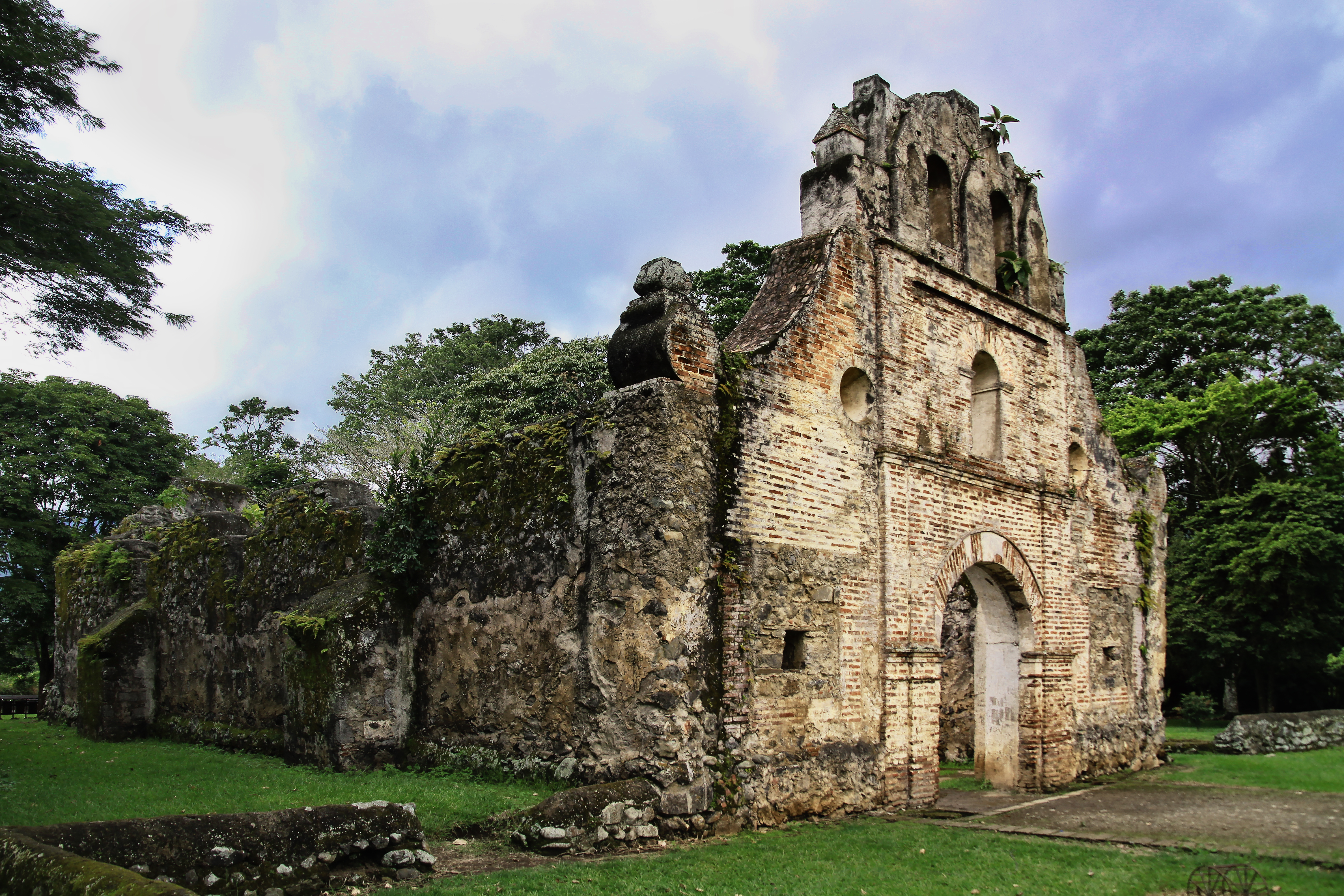
أطلال كنيسة قديمة في كارتاغو.

يعود الحضور الكاثوليكي في أراضي كوستاريكا في أعقاب الإستيطان الأسباني للبلاد في عام 1502 بوصول كرستوفر كولمبس سواحل كوستاريكا الشرقية، خلال الحقبة الإستعمارية قدم العديد من الباسكيين والكاستيليين الكاثوليك للإستيطان في البلاد. وتعد الكاثوليكية هي واحدة من الموروثات الرئيسيَّة للحقبة الإستعماريَّة الإسبانية، إلى جانب الإسبانية كلغة الأمة. وبينما يعود حضور الكاثوليكية الأول في البلاد إلى البعثات التبشيرية الإسبانية التي أرسلت الكهنة خاصًة من اليسوعيين لتحويل السكان الأصليين للكاثوليكية،
خلال الحقبة الاستعمارية، لم يكن للكنيسة الكاثوليكية في كوستاريكا نفس القدر من القوة والنفوذ كما هو الحال في أجزاء أخرى من الإمبراطورية الإسبانية، حيث كانت كوستاريكا واحدة من أفقر المقاطعات وأكثرها ريفية، بسبب بُعدها عن عاصمتها المحلية، وبالتالي لم يكن هناك حضور بارز للتسلسل الهرمي الكاثوليكي للإهتمام بالمنطقة. قد يكون هذا السبب قد شكلَّ الجوانب السياسية والثقافية لكوستاريكا لاحقاً والتي قد تفسر ظواهر مثل الهيمنة الليبرالية وعدم وجود حروب بين المحافظين والليبراليين على خلاف باقي دول أمريكا اللاتينية.
بعد استقلال أمريكا الوسطى، أبقت كوستاريكا مؤقتًا على دستور إسبانيا 1812، وظلّ الوضع القانوني للكنيسة على حاله. أنشأ أول دستور لكوستاريكا، ميثاق الوفاق والذي اعترف بالديانة الكاثوليكية باعتبارها الديانة «التي ستكون وستظل دائمًا» للبلاد وحظرت أي دين آخر، باستثناء حق الأجانب غير الكاثوليك والذين كانوا هناك للعبور أو التجارة والذين سُمح لهم بممارسة دينهم بحرية بقدر ما لا يقومون بالتبشير.

### الاستقلال

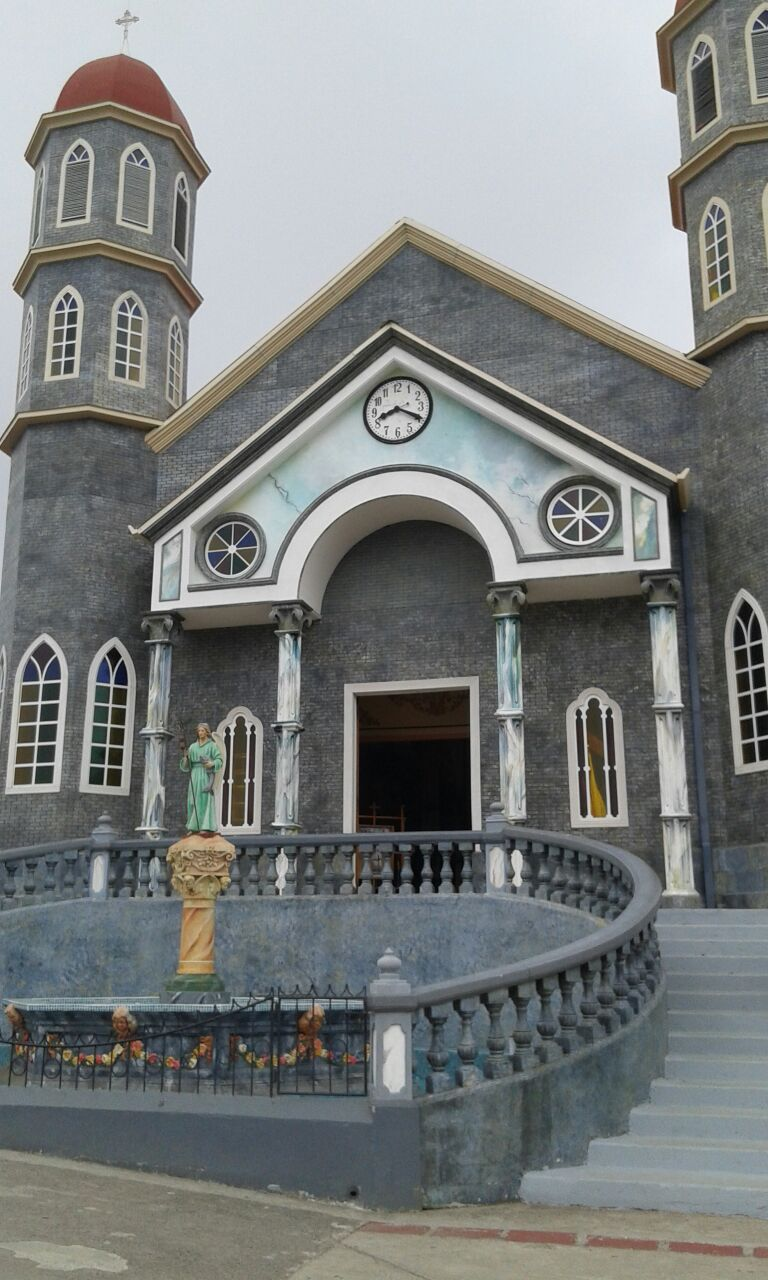
كنيسة زارسيرو.

في عام 1823 تأسست جمهورية أمريكا الوسطى الاتحادية قصيرة الأجل، والتي ضمت أراضي كوستاريكا. أعلن القانون الأساسي لعام 1825 الكاثوليكية كدين الدولة الرسمي لكنه لم يُحظر حرية العبادة للطوائف غير الكاثوليكيَّة. وتم إصلاح القانون لاحقاً في عام 1835 على المستوى الفيدرالي لمنح حرية الدين وجعل جمهورية أمريكا الوسطى الاتحادية دولة علمانية. بعد مغادرة الجمهورية الاتحادية وإنشاء ديكتاتورية خاصة به، وقع بروليو كاريو كولينا على مرسوم الأسس والضمانات الذي عمل كدستور بحكم الأمر الواقع، ولم يتم ذكر وضع الدين في المرسوم. في الدستور التالي لعام 1844 بعد أن استولى الجنرال الهندوراسي فرانسيسكو مورازان على البلاد وقام بعزل بروليو كاريو كولينا، تم إعلان الكنيسة الكاثوليكية من جديد كدين للدولة مع منح الحرية الدينية لباقي الطوائف، وهو وضع استمر في جميع الدساتير التي تلته.
ومع ذلك، كان المشهد الديني في كوستاريكا موحدًا للغاية كان العديد من المستوطنين الكوستاريكيين من المتحولين للكاثوليكية حديثاً أو من اليهود السفارديم المتخفين الذي فروا من محاكم التفتيش الإسبانية والطرد في القرن الخامس عشر، والبعض الآخر أبقى ممارساتهم سرية. ومع ذلك، وكان معظم سكان كوستاريكا من الكاثوليك، بإستثناء اليهود السفارديم المتخفين، وبعض المفكرين الأحرار من النخبة الليبرالية وأتباع الديانات الأصلية في بعض المناطق الجبلية والغابات المعزولة مثل تالامانكا.
بدأ تأسيس الماسونية في كوستاريكا عام 1865 وتطورت الأفكار الليبرالية لتُشكل لاحقاً الدولة الليبرالية التي كانت تحكمها الجماعات الليبرالية مثل أوليمبوس، قامت الحكومة بسن تدابير العلمنة مثل طرد اليسوعيين والأسقف برنارد تيل من البلاد، وعلمنة التعليم والمقابر، وإغلاق جامعة سانتو توماس التي كانت تديرها الكنيسة، وإلغاء الأوامر الدينية، وتقنين الطلاق والزواج المدني، مما كاد أن يتسبب في حرب أهلية مع الكنيسة الكاثوليكية، ولكن تم تجنب ذلك بفضل انتخاب خوسيه خواكين رودريغيز زيليدون. تأسست أول جمعية ثيوصوفية في كوستاريكا في عام 1902 على يد الرسام توماس بوفيدانو، وكسبت شعبية بين النخب الفكرية كما وكسبت بعض المكانة المهمة. كان الرئيس خوليو أكوستا غارسيا ثيوصوفيًا.
خلال أواخر القرن التاسع عشر وأوائل القرن العشرين، ازداد التنوع الديني في البلاد من خلال موجات الهجرة المتعاقبة لليهود البولنديين والموارنة والمسيحيين العرب القادمين من سوريا العثمانية والبوذيين الصينيين والجامايكيين الأنجليكان. جلبت هجرة المستوطنين الأمريكيين والألمان والسويسريين والبريطانيين مجتمعات لوثرية وبروتستانتية كبيرة. بالمقابل تعزز الوجود الكاثوليكي من خلال هجرة ملايين الكاثوليك إلى البلاد وبشكل خاص ذوي الأصول الإيطاليَّة والإسبانيَّة. وتشمل كذلك أصول أوروبية أخرى كالألمانيَّة، والآيرلنديَّة، والبرتغاليَّة، والفرنسيَّة، والكرواتيَّة والإنكليزيَّة وكان غالبيَّة هؤلاء المهاجرين من خلفية دينية كاثوليكية وحملوا معهم الثقافة الكاثوليكية وتقاليدها إلى كوستاريكا.

### العصور الحديثة
خلال أوائل القرن العشرين، تم إغلاق البلاد رسمياً أمام هجرة غير البيض حيث حظر مرسوم رئاسي من الرئيس اسينسيون اسكويڤيل ايبارا عام 1903 أي هجرة من قبل الآسيويين والسود والغجر والعرب والأتراك إلى البلاد. تم رفع هذا الحظر لاحقاً وأدت الهجرات المتتالية للمسلمين والهندوس والبوذيين إلى زيادة التنوع الديني في كوستاريكا. انضم اليهود البولنديون، وجميعهم من الأشكناز تقريبًا، إلى مجتمع السفارديم الراسخ في البلاد ولكن كلا المجتمعين أبقيا نفسيهما منفصلين، باستثناء بعض الاستثناءات، ولم يختلطا.
بدأ كسر الوضع الراهن لدولة ليبرالية متجانسة مع عودة ظهور أول منظمة عمالية يسارية، والتي كان العديد منها مستوحى من التعاليم الاجتماعية الكاثوليكية. تأسس أول حزب يساري في كوستاريكا وهو الحزب الإصلاحي على يد القس خورخي فوليو. كان أول اتحاد عمالي في كوستاريكا، وهو اتحاد عمال كوستاريكا (بالإسبانية: "Rerum Novarum")، أيضاً كاثوليكياً، وأثرت الأفكار الاشتراكية المسيحية على الرئيس رافاييل أنخيل كالديرون أثناء دراسته الطب في بلجيكا. تحالف رافاييل أنخيل كالديرون مع الكنيسة الكاثوليكية؛ وضمن لها إعادة العديد من حقوقها بما في ذلك الإذن بإنشاء مدارس دينية خاصة، وقاد الحزب الشيوعي في كوستاريكا سياسة الإصلاح الاجتماعي المعروف باسم الضمانات الاجتماعية ودولة الإصلاح الجديدة.
بدأت الكنائس الإنجيلية تكسب موطئ قدم منذ 1980، وتشهد البلاد نمواً ملحوظاً في أعداد اتباع الكنائس الإنجيلية وفي تأثيرها السياسي والاجتماعي. وضعت الانتخابات العامة في كوستاريكا لعام 2018 موضوع الدين بشكل بارز في الحملة الرئاسية وذلك لأول مرة منذ عام 1889. بعد قرار محكمة الدول الأمريكية لحقوق الإنسان بإضفاء الشرعية على زواج المثليين في كوستاريكا، أصبح المرشح الخمسيني فابريسيو ألفارادو (الذي دعا إلى عصيان الحكم) المرشح الأول في استطلاعات الرأي لأول مرة لمرشح غير كاثوليكي، كرد فعل عنيف من الناخبين المحافظين ضد الحكم، مما تسبب في نفس الوقت في أن دعم الناخبين التقدميين والليبراليين الشاب الكاثوليكي المعتدل كارلوس ألفارادو. أيّد كارلوس ألفارادو زواج المثليين، وفصل الكنيسة عن الدولة وتدابير العلمنة الأخرى. من بين الموضوعات الأخرى المثيرة للجدل خلال الانتخابات كانت «أيديولوجية النوع الاجتماعي»، والإجهاض، وحتى التصريحات المعادية للكاثوليكية التي أدلى بها القس والمرشد الروحي لفابريسيو ألفارادو، وفاز كارلوس ألفارادو في الجولة الثانية بالانتخابات. غالبًا ما وُصفت الانتخابات بأنها «صدمة دينية».

## الطوائف المسيحية

### الكاثوليكية

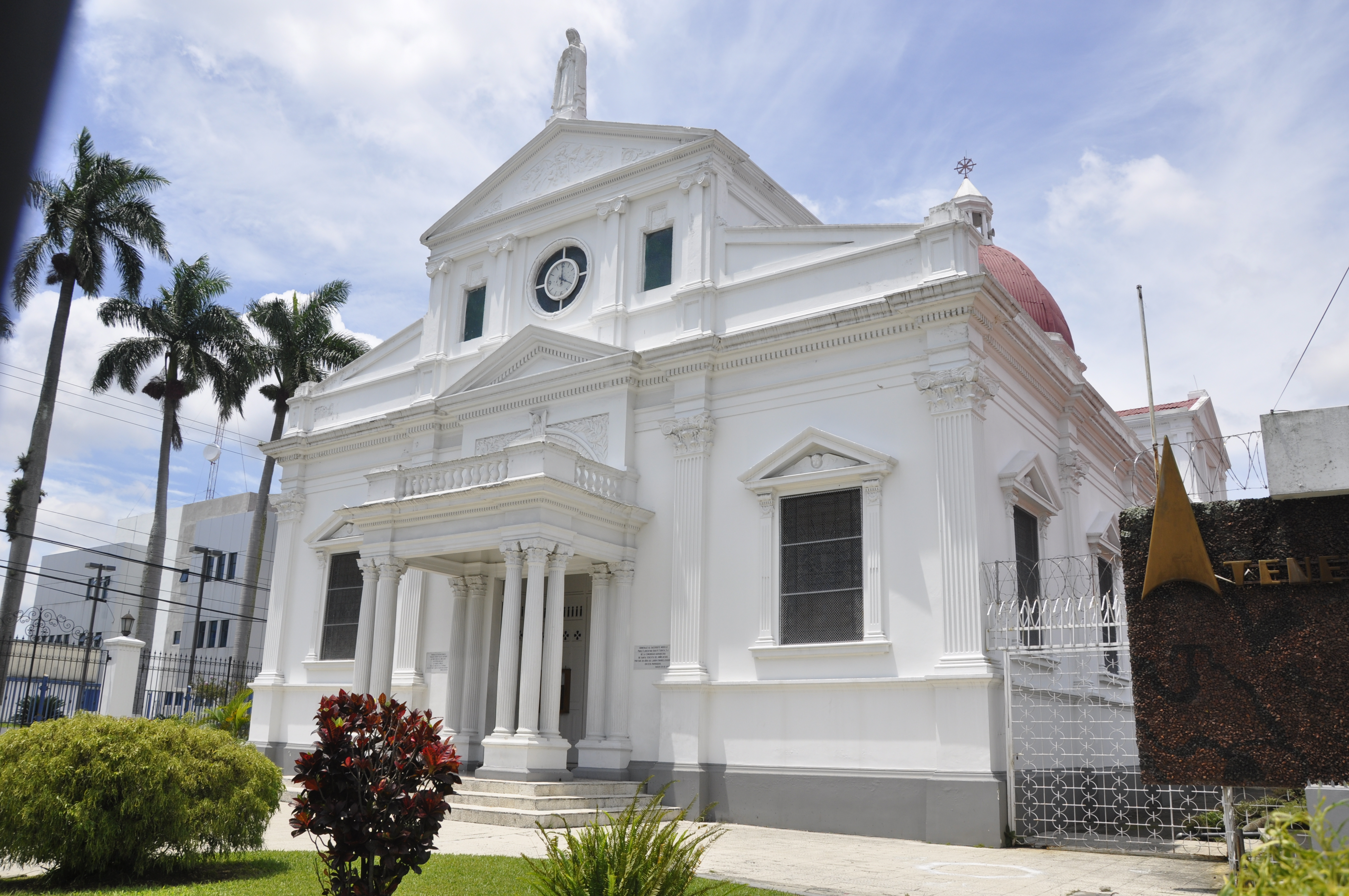
كنيسة القديسة تريزا في العاصمة سان خوسيه.

الكنيسة الكاثوليكية الكوستاريكيَّة هي جزء من الكنيسة الكاثوليكية العالمية في ظل القيادة الروحية للبابا في روما ومجلس الأساقفة البورتوريكي. ويتوزع كاثوليك البلاد على ثمانية أبرشيات وأسقفية واحدة وهي أسقفية مدينة سان خوسيه. يعود الحضور الكاثوليكي في أراضي كوستاريكا في أعقاب الإستيطان الأسباني للبلاد في عام 1502 بوصول كرستوفر كولمبس سواحل كوستاريكا الشرقية، خلال الحقبة الإستعمارية قدم العديد من الباسكيين والكاستيليين الكاثوليك للإستيطان في البلاد. وتعد الكاثوليكية هي واحدة من الموروثات الرئيسيَّة للحقبة الإستعماريَّة الإسبانية، إلى جانب الإسبانية كلغة الأمة. وبينما يعود حضور الكاثوليكية الأول في البلاد إلى البعثات التبشيرية الإسبانية التي أرسلت الكهنة خاصًة من اليسوعيين لتحويل السكان الأصليين للكاثوليكية، ولكن الثقل السكاني الكاثوليكي في الأساس يعود إلى الهجرة الكبيرة من الدول الأوروبية بعد استقلال البلاد حيث هاجر الملايين إلى البلاد وبشكل خاص من الأصول الإيطاليَّة والإسبانيَّة. وتشمل كذلك أصول أوروبية أخرى كالألمانيَّة، والآيرلنديَّة، والبرتغاليَّة، والفرنسيَّة، والكرواتيَّة والإنكليزيَّة وكان غالبيَّة هؤلاء المهاجرين من خلفية دينية كاثوليكية وحملوا معهم الثقافة الكاثوليكية وتقاليدها إلى كوستاريكا. وفي 28 فبراير من عام 1850 تأسست أبرشيَّة سان خوسيه بعد موافقة البابا بيوس التاسع، وأرتقت الأبرشيَّة لمقام أسقفيَّة في 16 فبراير من عام 1921.
بصرف النظر عن كون الكاثوليكية هي الديانة السائدة، الا أنّ هناك العديد من الجماعات الدينية الأخرى في البلاد. قد وجدت دراسة قامت بها مركز بيو للأبحاث عام 2014 حول الديانة في أمريكا اللاتينية أن حوالي 62% سكان كوستاريكا من الكاثوليك. بدأت الكنيسة الكاثوليكية تفقد شعبيتها في أواخر القرن العشرين، في ذات الوقت بدأت الحركة البروتستانتية الإنجيلية تكسب تأييدًا. وفقًا للمادة 75 من دستور كوستاريكا تعتبر «الديانة الكاثوليكية الدين الرسمي للجمهورية». وبحسب نفس المادة تنص على حرية الدين، وتحترم الحكومة بشكل عام هذا الحق في الممارسة العملية. أما قانون الزواج في كوستاريكا فهو بموافقة الدولة ويحتفل به الكاثوليك في الكنائس، أمَّا لو رغب شخص في الزواج خارج طقوس الكنيسة الكاثوليكية لابُد له من التعاقد مع محام لأداء ومن ثم تسجيل زواجهم المدني. ويعتمد حزب العمل للمواطنين على الأيديولوجيّة الإشتراكيَّة المسيحيَّة.

### البروتستانتية
لدى كل من الكنائس الميثودية واللوثرية، والأسقفية، والمعمدانية، وغيرها من الجماعات البروتستانتية عضوية كبيرة. شهدت كوستاريكا في الآونة الأخيرة نمو ملحوظ في أعداد ونسب المذهب الخمسيني البروتستانتي؛ وقد وجدت دراسة قامت بها مركز بيو للأبحاث عام 2014 حول الديانة في أمريكا اللاتينية أن حوالي 25% سكان كوستاريكا من البروتستانت؛ ويشكل الخمسينيين حوالي 41% من مجمل المذاهب البروتستانتية.

### الطوائف المسيحية الأخرى
كنيسة يسوع المسيح لقديسي الأيام الأخيرة (المورمون) تدعي أن لديها أكثر من 35,000 عضو، ولها معبد في سان خوسيه الذي كان بمثابة مركز إقليمي للعبادة في كوستاريكا وبنما ونيكاراغوا وهندوراس. على الرغم من أنها تمثل أقل من 1% من السكان، الا أن لشهود يهوه وجود قوي على ساحل البحر الكاريبي. يملك السبتيين جامعة كبيرة والتي تجذب الطلاب من جميع أنحاء حوض البحر الكاريبي.

## ديموغرافيا

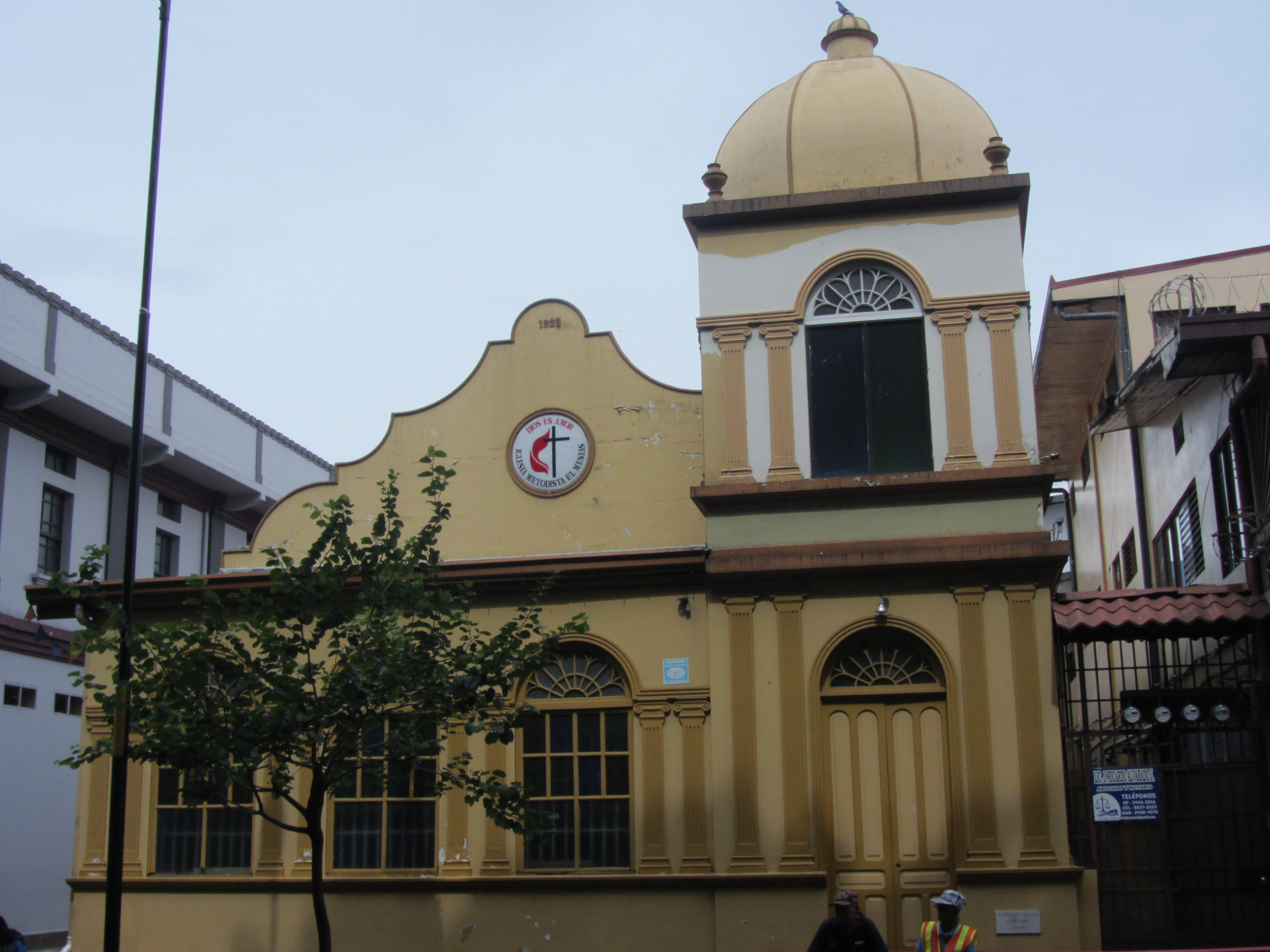
الكنيسة الميثودية في ألاخويلا.

وفقًا للدراسات الإحصائية التي أجرتها جامعة كوستاريكا عام 2018، من بين أولئك الذين تزيد أعمارهم عن 55 عامًا، تُعتبر الكاثوليكية أكثر بروزًا، حيث يعتبر 65% هذه أبناء هذه الشريحة العمرية أنفسهم كاثوليك، يليهم 19% إنجيليون وحوالي 7% فقط بلا دين، بين البالغين من عمر 34 إلى 54 سنة تنخفض نسبة أتباع الكنيسة الكاثوليكية إلى 53%، بينما ترتفع نسبة أتباع الكنائس البروتستانتية إلى 24% وغير المنتسبين إلى دين إلى حوالي 14%، وأخيرًا بين الشباب الذين تتراوح أعمارهم بين 18 إلى 34 عامًا تبلغ نسبة الإنجيليين حوالي 22% وتبع نسبة الكاثوليك حوالي 42%. بحسب الجنس، فإن السكان الكاثوليك متساوون بين الرجال والنساء مع حوالي 52%، بالمقابل حوالي 26% من النساء هم إنجيليات مقارنةً بحوالي 19% من الرجال هم من أتباع الكنائس الإنجيلية.
من حيث المستوى التعليمي، حوالي 54% من السكان الذين حصلوا على تعليم ابتدائي كامل هم كاثوليك، وحوالي 26% بروتستانت وحوالي 11% بدون عقيدة. بينما حوالي 44% من الذين أكملوا تعليمهم الثانوي هم كاثوليك، يليهم 23% إنجيليون وحوالي 21% لا ينتسبون لأي دين. من بين أولئك الذين حصلوا على تعليم جامعي كان حوالي 59% منهم من الكاثوليك وحوالي 22% لا ينتسبون لأي ديانة وحوالي 12% إنجيليين، لذلك على الرغم من أن الكاثوليك يُشكلون الأغلبية في جميع الدرجات الأكاديمية، فإن الإنجيليين هم أكثر بين أولئك الذين لديهم تعليم أساسي.

### المواقف الاجتماعية والسياسية

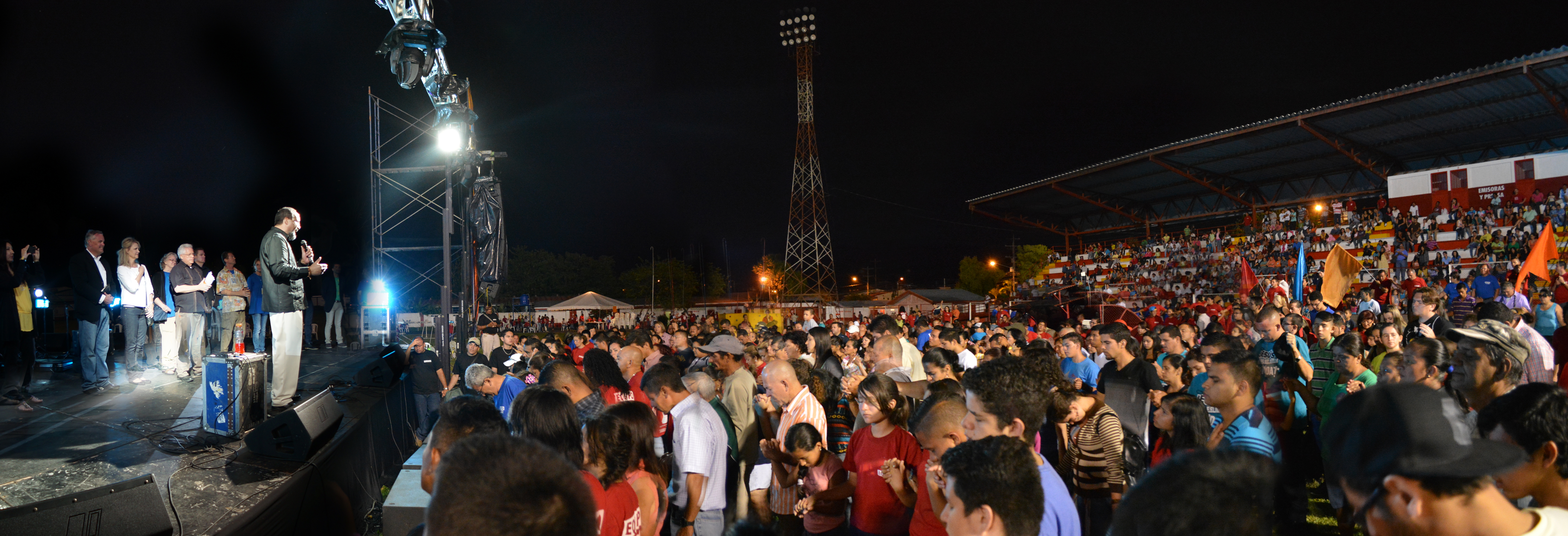
تجمع إنجيلي في كوستاريكا: يعتبر البروتستانت في البلاد متحفظين من الناحية الأخلاقية والجنسية.

قامت دراسة بين عام 2013 وعام 2014 يتقسيم المستطلعين إلى ست جماعات فرعية؛ الكاثوليك الممارسين، والكاثوليك غير الممارسين، واللادينين، والبروتستانت التقليديين، والخمسينيين، و«آخرين». وأظهرت هذه الجماعات مواقف مختلفة فيما يتعلق بالقضايا الأخلاقية والسياسية والاجتماعية.
عارض الكاثوليك المتدينون والبروتستانت التقليديين والخمسينيين الإجهاض في جميع الظروف تقريبًا، حتى في حالات الخطر على حياة الأم (على الرغم من قبول الكنائس البروتستانتية الإجهاض في مثل هذه الظروف المتطرفة بعد التشخيص الطبي)، بينما كان الكاثوليك غير الممارسين وأتباع الأديان الأخرى أكثر انفتاحاً على تقبل الإجهاض بما في ذلك لأسباب علاجية، والحمل عن طريق الاغتصاب (خاصةً في الحالات التي تنطوي على قاصرين) وعدم وجود إمكانية حياة خارج الرحم. فقط اللادينين كانوا في الغالب يؤيدون الإجهاض المجاني بناءً على طلب المرأة.
كان الكاثوليك الممارسون والبروتستانت التقليديين والخمسينيين أكثر تحفظًا من الناحية الأخلاقية والجنسية، ومعظمهم يرفض ويعارض ممارسة العلاقات الجنسية خارج الزواج والطلاق. بحسب الإستبيان يقبل البروتستانت المطلقين لكنهم يرفضون للمطلقين بالحصول على مراتب عالية في كنائسهم بينما اعتبر الكاثوليك الأزواج المطلقين «أزواجًا تحت ظروف خاصة». بينما عبر كل من الكاثوليك غير المتدينون واللادينيين وأتباع الديانات الأخرى عن قبولهم الكامل للمطلقات. كان الكاثوليك الممارسون هم المجموعة الوحيدة التي عارضت أي نوع من أنواع تحديد النسل غير الطبيعي. تساءل الكاثوليك الممارسين والبروتستانت التقليديين والخمسينيين عن برامج التربية الجنسية في وزارة التربية خوفًا من افتقارها إلى المحتوى الروحي والتعبير عن الدعم لتعليم العفة فقط، بينما دعمت جميع المجموعات الأخرى برامج التربية الجنسية في التابعة لوزارة التربية.
يعتبر كل من الكاثوليك الممارسين والبروتستانت الممارسين (البروتستانت التقليديين والخمسينيين) أن المثلية الجنسية خطيئة ونتاج لمشكلة تتعلق بالصحة العقلية والتي يمكن علاجها، بينما كان الكاثوليك غير المتدينين واللادينيين وأتباع الديانات الأخرى أكثر دعمًا لحقوق مجتمع الميم، ويعارضون التمييز ضدهم وفي الغالب يعتبرون المثلية الجنسية حالة طبيعية.
أعربت جميع المجموعات باستثناء اللادينيين عن أهمية القيم الأخلاقية للمرشح لدعمها أثناء الانتخابات.
وأخيراً، عارض الكاثوليك المتدينون البروتستانت التقليديين والخمسينيين، العلمانية وإصلاح الدستور لتصبح البلاد دولة علمانية، ودعموا بقاء الكنيسة الكاثوليكية كدين للدولة. على الرغم من حقيقة أن الخمسينيين ليسوا جزءًا من دين الدولة، إلا أنهم رأوا الوضع القانوني للكاثوليكية بمثابة حماية ضد العلمانية التي يعتبرونها خطوة سابقة قبل إلحاد الدولة. كان البروتستانت التقليديون أقل حذرًا من العلمانية ولكنهم يفضلون الإبقاء على الدين الرسمي، ومع ذلك فهم يعتبرون عن أن المسيحية عموماً يجب أن تكون دين الدولة وليس الكاثوليكية فقط. بحسب الإستطلاع عبر الكاثوليك غير المتدينون واللادينيين وأتباع الأقليات الدينية عن دعمهم للدولة العلمانية.

### الإلترام الديني

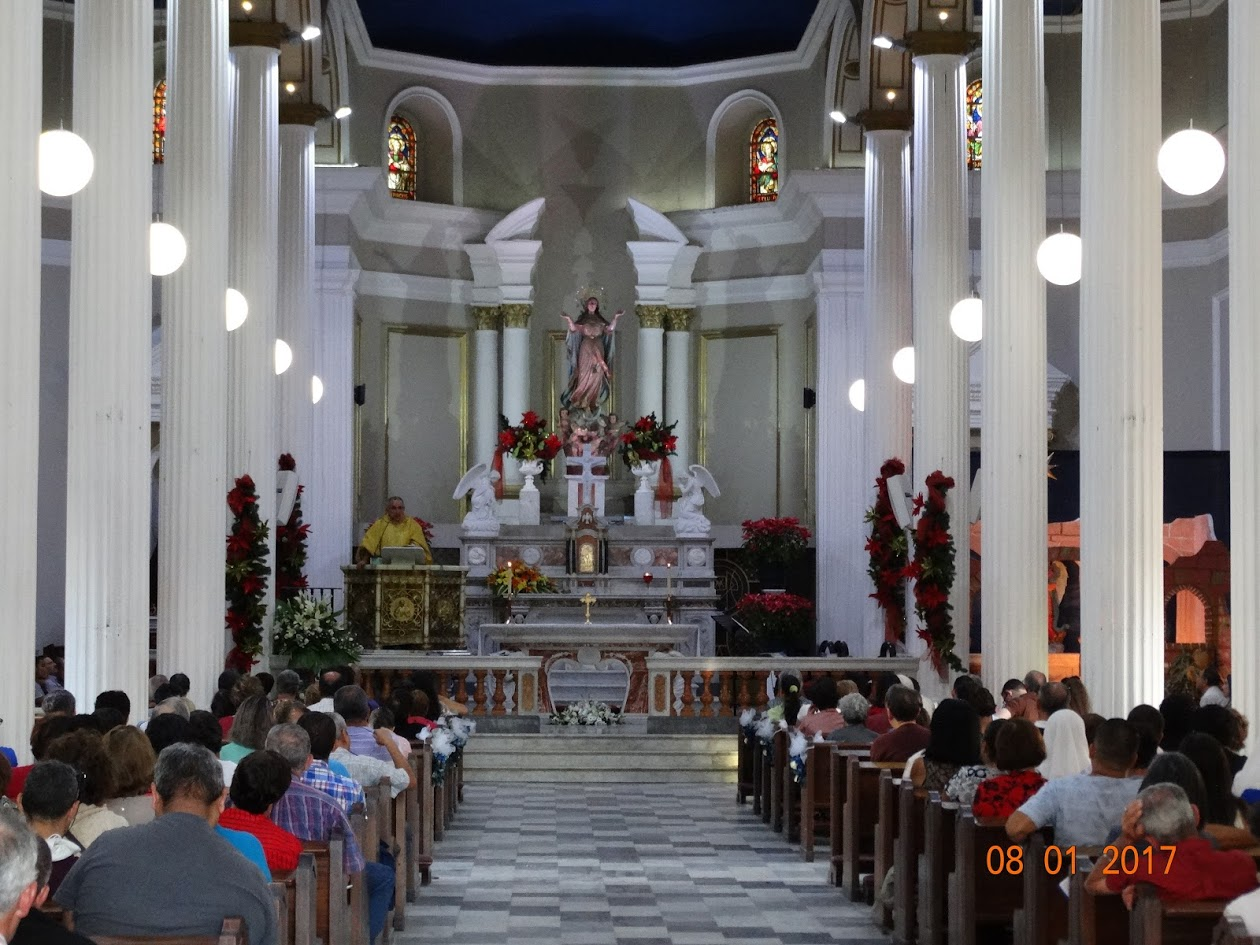
كاثوليك يؤدون الصلوات في كنيسة سيدة سولداد في سان خوسيه، كوستاريكا.

وجدت دراسة قامت بها مركز بيو للأبحاث عام 2014 أنَّ حوالي 75% من مسيحيي كوستاريكا يعتبرون للدين أهميَّة في حياتهم. ويؤمن 99% من كل من الكاثوليك والبروتستانت بالله، ويؤمن حوالي 61% من مسيحيي البلاد بحرفية الكتاب المقدس، وقد وجدت دراسة قامت بها مركز بيو للأبحاث عام 2014 أنَّ حوالي 51% من المسيحيين يُداومون على حضور القداس على الأقل مرة في الأسبوع. في حين أنَّ 78% من المسيحيين يُداومون على الصلاة يوميًا.
على المستوى المذهبي وجدت الدراسة أنَّ البروتستانت هي المجموعات الدينية التي تملك أعلى معدلات حضور وانتظام للطقوس الدينية مع وجود أغلبية من الملتزمين دينيًا. عمومًا يعتبر البروتستانت الإنجيليين أكثر تدينًا من الكاثوليك؛ وقد وجدت دراسة قامت بها مركز بيو للأبحاث عام 2014 أنَّ حوالي 88% من البروتستانت يُداوم على الصلاة يوميًا بالمقارنة مع 79% من الكاثوليك. ويقرأ 57% من البروتستانت الكتاب المقدس أسبوعيًا على الأقل بالمقارنة مع 33% من الكاثوليك. ويُداوم 69% من البروتستانت على حضور القداس على الأقل مرة في الأسبوع بالمقارنة مع 49% من الكاثوليك. ويصُوم حوالي 49% من البروتستانت خلال الصوم الكبير بالمقارنة مع 32% من الكاثوليك. ويُقدم حوالي 57% من البروتستانت الصدقة أو العُشور، بالمقارنة مع 29% من الكاثوليك. وقال حوالي 28% من البروتستانت أنهم يشتركون في قيادة مجلس الكنيسة أو مجموعات صلاة صغيرة أو التدريس في مدارس الأحد، بالمقارنة مع 15% من الكاثوليك.

### القضايا الإجتماعية والأخلاقية
عمومًا يعتبر البروتستانت أكثر محافظة اجتماعيًة بالمقارنة مع الكاثوليك؛ يعتبر حوالي 88% من البروتستانت الإجهاض عمل غير أخلاقي بالمقارنة مع 82% من الكاثوليك، ويعتبر حوالي 83% من البروتستانت المثلية الجنسية ممارسة غير أخلاقية وخطيئة بالمقارنة مع 66% من الكاثوليك، حوالي 77% من البروتستانت يعتبر شرب الكحول عمل غير أخلاقي بالمقارنة مع 60% من الكاثوليك، ويعتبر حوالي 69% من البروتستانت العلاقات الجنسية خارج إطار الزواج ممارسة غير أخلاقية بالمقارنة مع 47% من الكاثوليك، ويعتبر حوالي 38% من البروتستانت الطلاق عمل غير أخلاقي بالمقارنة مع 34% من الكاثوليك.

## المجتمع

### الوضع القانوني
| الدول والكيانات التي تعترف بشكل من أشكال المسيحية كدين رسمي: رومانية كاثوليكية بروتستانتية (تشمل الأنجليكية) أرثوذكسية شرقية |

الكنيسة الرومانية الكاثوليكية هي الديانة الرسمية للدولة ويُحق لها الحصول على دعم الدولة وفقًا لدستور عام 1949، والذي يضمن في الوقت نفسه حرية الدين. كوستاريكا هي الدولة الوحيدة في الأمريكتين التي لديها دين دولة وواحدة من الدول الغربية القليلة التي ما تزال تعتمد رسمياً المذهب الروماني الكاثوليكي كدين للدولة؛ البلدان الأخرى المماثلة هي دول صغيرة في أوروبا: إمارة ليختنشتاين والدولة المدينة موناكو ومدينة الفاتيكان ومالطا. في حين تعتمد إنجلترا والنرويج والدنمارك وآيسلندا البروتستانتية كدين للدولة.
كما يحظر الدستور في مادته الثامنة والعشرين استخدام المشاعر الدينية لأغراض انتخابية، وهو الحظر المنصوص عليه أيضًا في قانون الانتخابات. من الناحية النظرية، تم حظر الأحزاب الدينية منذ عام 1889 (على وجه التحديد كوسيلة حُظر حزب الاتحاد الكاثوليكي الذي أيدته الكنيسة آنذاك)، ولكن من الناحية العملية توجد أحزاب إنجيلية في البلاد، حيث يتم استخراج قاعدتها في الغالب من مجتمع الخمسينيين وتوجيههم نحوها. قضت المحكمة العليا للانتخابات بأن وجودهم مسموح به طالما أنهم لا يستخدمون الدين مباشرة في دعايتهم (وهو ما يُحظره الدستور).
يحدّ الدستور أيضاً من إمكانية انتخاب أعضاء رجال الدين، لأن بعض المتطلبات ليكون رئيساً أو نائباً للرئيس أو وزيراً أو قاضياً يجب أن يكون شخصاً غير إكليروسي. نصت الأحكام الأخيرة الصادرة عن المحكمة الدستورية على أنه، بما أن الكنيسة الكاثوليكية هي المذهب الوحيد الرسمي، فإن هذا الحظر ينطبق فقط على الكهنة الكاثوليك، وبالتالي فإنَّ رجال الدين من ديانات أخرى مثل القساوسة البروتستانت والكهنة الأرثوذكس والحاخامات والرهبان البوذيون وما إلى ذلك يُسمح لهم بالترشح لهذه المناصب من الناحية النظرية.
لا يوجد قانون ينظم الهيئات الدينية في كوستاريكا. وينص قانون العمل على حق غير الكاثوليك في تبادل أعيادهم الدينية من أحد الأعياد الوطنية و/أو إجازاتهم، والتي يجب على صاحب العمل الالتزام بها. ومع ذلك، لا يوجد تشريع محدد ينظم الأديان. ينص قانون الجمعيات على وجود «جمعية دينية» وتسجل بعض الديانات على هذا النحو، ولكن هذا الوضع لا يختلف بشكل ملحوظ عن أي شكل آخر من أشكال الجمعيات الأخرى، وبالتالي تفضل العديد من الديانات أيضًا تسجيل تحت اسم «الجمعيات الثقافية».
لا يوفر التسجيل كدين أي مسؤولية خاصة أو أي ميزة قانونية وهو ليس إلزاميًا للممارسات الخاصة أو العامة طالما لم يتم انتهاك القوانين الأخرى. الكنيسة الكاثوليكية فقط معفاة من الضرائب، وهي فقط هي التي يمكنها تلقي أموال من الدولة ونقل الملكية، وزيجاتها هي الوحيدة القانونية دون الحاجة إلى محام. تسجل معظم الأديان على أنها رابطة (سواء كانت ثقافية أو دينية) لتكون قادرة قانونيًا على توظيف واستئجار الممتلكات الشخصية والخاصة.
حاليًا، تتم مناقشة مشروع قانون أقرته الأحزاب الإنجيلية في الجمعية التشريعية لكوستاريكا باسم «قانون حرية الدين والعبادة» في إحدى اللجان. يتوقع مشروع القانون تنظيم الأديان وإعطاء الكنائس غير الكاثوليكية (باستثناء الديانات غير المسيحية) بعض الحقوق والامتيازات التي تتمتع بها الكنيسة الكاثوليكية بما في ذلك عقد الزيجات القانونية وتلقي أموال من الدولة. ومع ذلك، يُحظى مشروع القانون بمعارضة من الكنيسة الكاثوليكية والسكان الأكثر علمانية وغير المتدينين على الرغم من أنه لأسباب مختلفة، يخشى المؤتمر الأسقفي أنه سيؤثر على الكنيسة الكاثوليكية، بينما ينادي العلمانيون بدولة علمانية مطلقة بلا دين رسمي على الإطلاق. كما تم انتقاد مشروع القانون لاستبعاده الديانات غير المسيحية ولأنه مصمم خصيصًا للكنائس الإنجيلية.